# Tuc de Marterat
El Tuc de Marterat és una muntanya de 2.667 metres que es troba entre els municipis de Lladorre, a la comarca del Pallars Sobirà.